# Higashiyama-ku
Higashiyama-ku (東山区?) è uno degli 11 quartieri della città di Kyoto, in Giappone.